# Fresh Kid Ice
克里斯多福·黃·溫（英語：Christopher Wong Won，1964年5月29日—2017年7月13日），藝名Fresh Kid Ice，是一位美國的華裔與非裔饒舌歌手，於1980年代參與創立了饒舌團體2 Live Crew。

## 早期生涯
Fresh Kid Ice出生於千里達及托巴哥的首都西班牙港，家族屬於來自香港的千里達及托巴哥華人，而其祖母與外祖母則皆為非裔移民。1976年Fresh Kid Ice 12歲時，隨著家人一同移民至美國紐約的布魯克林區，並於1982年從中學畢業。

## 職業生涯
Fresh Kid Ice於1982年加入美國空軍，並在加州河濱市附近的馬奇空軍基地服役。他在此結識了Airmen Yuri Vielot（Amazing Vee）與David Hobbs（Mr. Mixx），並與其組成了饒舌團體2 Live Crew。團體的演出舉辦在週末，且上級長官也不知情。
1985年，2 Live Crew發行了單曲〈The Revelation〉，並開始在佛羅里達州走紅，因此他們在製作人路克叔叔的邀請下搬到了邁阿密，Fresh Kid Ice也因此從空軍退伍。隨著團體後續的成功，Fresh Kid Ice成為了第一位知名且成功的亞裔美國饒舌歌手。
同年，2 Live Crew與路克叔叔合資成立天行者路克唱片唱片廠牌，路克叔叔也加入團體成為製作人、歌手與伴唱人。同年4月，Brother Marquis也加入了2 Live Crew，與當時其他成員形成了該團體的核心陣容。
1986年1月，2 Live Crew發行單曲〈Throw The 'D'〉，饒舌部分由Fresh Kid Ice作詞。這首單曲對日後邁阿密低音歌曲的創作和製作有很大的影響。
7月25日，成員重新配置後的2 Live Crew發行了獲得金唱片認證的首張專輯《The 2 Live Crew Is What We Are》，包含大量的色情歌詞，令當時的許多DJ感到不舒服，但也讓這張專輯聲名大噪，迅速在美國造成轟動。
1988年，2 Live Crew 發行第二張專輯《Move Somethin'》並也獲得了金唱片認證。這張專輯在告示牌200強排行榜中名列第68名，在節奏藍調/嘻哈專輯排行榜上更達到第20名。
1989年發行的第三張專輯《As Nasty As They Wanna Be》是該團體最成功的商業錄音室專輯，獲得美國唱片業協會的雙白金唱片認證。專輯中的單曲〈Me So Horny〉在告示牌100強排行榜中位居第26名。專輯的刪減版稱為《As Clean As They Wanna Be》也在同年發行。
1990年，美國佛羅里達州南區地方法院裁定專輯《As Nasty As They Wanna Be》為淫穢作品，成為史上第一張被聯邦法院如此宣判的專輯；這一項裁決後來在第十一巡迴上訴法院被推翻。在隨後關於淫穢罪的審判中，Fresh Kid Ice及其他所有被告都被無罪釋放。
同年稍晚，2 Live Crew發行了專輯《Banned in the U.S.A.》。這張專輯包括了熱門歌曲〈Do the Bart〉，在告示牌100強排行榜上排名第20名。專輯中的同名主打單曲也特意嘲諷了針對前張專輯的淫穢判決，並插入了布魯斯·史普林斯汀歌曲〈Born in the U.S.A.〉的旋律。這張專輯也是第一張貼有美國唱片業協會規範的家長指導標識的專輯。同年的另一張專輯《Live in Concert》在告示牌節奏藍調/嘻哈專輯排行榜上達到第46名。
1991年的第六張專輯《Sports Weekend: As Nasty as They Wanna Be, Pt. 2》在告示牌100強排行榜上達到第58名。這張專輯是第三張專輯《As Nasty As They Wanna Be》的續集，並附有刪減版《Sports Weekend: As Clean As They Wanna Be, Pt. 2》。這是最後一張包含所有成員的錄音室專輯，而Fresh Kid Ice將成為當時該團體中唯一出現在隨後每張專輯中的成員。
1992年，Fresh Kid Ice發行了他的首張個人專輯《中國佬（Chinaman）》。這是第一張包含了亞洲文化的美國嘻哈專輯。在告示牌排行榜上，這張專輯最高到達過第38名，並在「美國大熱榜」專輯排行榜上停留了兩週，也在節奏藍調/嘻哈專輯排行榜停留了十週，最高排名達第56名。
1993年，《Deal with This》作為一張Rock on Crew對抗2 Live Crew的專輯發行，包含了Fresh Kid Ice與Hobbs的合作。
1994年，復出的2 Live Crew發行了專輯《Back at Your Ass for the Nine-4》。復出的2 Live Crew中有舊成員Fresh Kid Ice、Campbell，還有新成員Verb。這張專輯在告示牌200強榜單上排名第52名，在節奏藍調/嘻哈專輯榜上排名第9。
1995年，Fresh Kid Ice與Ross、Hobbs再次以2 Live Crew組合重出江湖，並發行專輯《Shake a Lil' Somethin'》。其中的單曲〈Shake a lil' Somethin'〉在告示牌100強排行榜上排名第72，並在熱門饒舌歌曲/饒舌單曲排行榜上排名第11。專輯中另外兩首單曲也榜上有名：分別是在熱門說唱單曲榜上排名第24的〈Do the Damn Thing〉、以及第34名的〈Be My Private Dancer〉。
1998年，Fresh Kid Ice與Ross以2 Live Crew組合一同發行了專輯《The Real One》。專輯單曲〈2 Live Party〉在節奏藍調/嘻哈榜上最高排名第52名，在熱門說唱單曲榜上排名第9，而〈The Real One〉則在節奏藍調/嘻哈榜上最高排名第60位、熱門說唱單曲榜第9名。
在2 Live Crew組合之外，Fresh Kid Ice創辦了「中國佬唱片（Chinaman Records）」並進行了一系列自己的製作與演出。他發行了三張個人專輯《Still Nasty》（2000）、《Stop Playin》（2003）以及《Freaky Chinese》（2004）。在當時尚不知名的饒舌歌手佛羅·里達和他的地下樂隊GroudHoggz也參加了Fresh Kid Ice在2004年的專輯發行。